# Agnès de Habsbourg (1315-1392)
Pour les articles homonymes, voir Agnès d'Autriche.
Agnès de Habsbourg (en polonais : Agnieszka Habsburska) ou Agnès d'Autriche, née vers 1315 à Vienne (Autriche) et morte le 2 février 1392 à Schweidnitz (Silésie), est une princesse de la maison de Habsbourg, fille du duc Léopold Ier d'Autriche et de Catherine de Savoie. Veuve du duc Bolko II le Petit, elle fut la dernière duchesse silésienne de Schweidnitz-Jauer.

## Biographie
Agnès naît à Vienne, la fille cadette de Léopold de Habsbourg, duc d'Autriche (1290–1326) et de son épouse la princesse Catherine (1296–1336), fille du comte Amédée V de Savoie ; elle était donc une petite-fille du roi Albert Ier († 1308). Son père régna conjointement avec son frère aîné, Frédéric le Bel qui a été élu roi des Romains en 1314 mais a perdu le long combat contre son rival Louis de Wittelsbach culminant à la bataille de Mühldorf en 1325. 

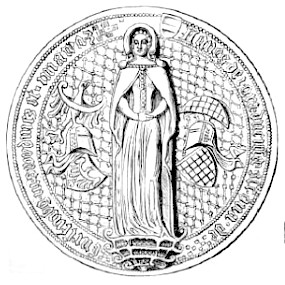
Le sceau du duchesse Agnès, XIVe siècle.

Après la mort précoce du duc Léopold Ier, les parents mâles veillaient à un mariage digne de ses filles: en 1338, Agnès épouse Bolko II le Petit, duc de Schweidnitz-Jauer, un membre de la branche silésienne des Piast en Pologne, alors que sa sœur Catherine se marie au sire Enguerrand VI de Coucy. Toutefois, le mariage d'Agnès reste sans descendance. La légende raconte qu'elle enfanta un fils qui a été tué suite d'un coup à la tête pendant un jeu au château de Bolków.
À la mort du duc Bolko II en 1368, Agnès, nommée régente par son époux décédé, obtient l'usufruit de Schweidnitz-Jauer. Le duché entre alors les pays de la couronne de Bohême et dans le Saint-Empire romain sous le règne de la maison de Luxembourg. Après le décès de la duchesse en 1392, les domaines revinrent comme fief accompli à la couronne de Bohême.
Agnès fut inhumée dans l'église des franciscains à Świdnica. Au XVIIIe siècle, Benoît II Seidl (1735-1747), l'abbé des Cisterciens à Krzeszów (Grüssau), y fait reconstruire une chapelle funéraire, la chapelle des princes, dans laquelle est érigée une statue de marbre en son honneur.